# Albert Schwegler
Pour les articles homonymes, voir Schwegler.
Albert Schwegler, né le 10 février 1819 à Michelbach an der Bilz dans le Wurtemberg et mort le 5 janvier 1857 à Tübingen, est un philosophe et théologien protestant allemand.

## Biographie
Il est le fils d'un pasteur de campagne. Il fait ses études secondaires à l'école latine de Schwäbisch Hall puis au séminaire de Schöntal (1832-1836). En 1936, il commence ses études universitaires au séminaire protestant de Tübingen et à l'Université Eberhard Karl de Tübingen, où il est l'un des premiers élèves de Ferdinand Christian Baur. Sous son influence, il se spécialise en histoire de l'Église. Son premier travail a été Der Montanismus und die christliche Kirche des Zweiten Jahrhunderts (Le Montanisme et l'Église chrétienne au IIe siècle) (1841), dans laquelle il montrait pour la première fois que le montanisme n'était pas uniquement une poussée isolée de fanatisme au sein de l'église primitive. Cependant, il a lui-même introduit une mauvaise compréhension de ce mouvement, en envisageant qu'il était lié à l'ébionisme. Cette recherche, ainsi que d'autres essais, le met en difficulté avec les autorités de son Église, ce qui l'amène à mettre fin à la recherche en théologie en tant qu'activité professionnelle et à se consacrer à l'étude de la philosophie.
En 1843, il soutient une thèse d'habilitation intitulée Ueber die Composition des platonischen Symposions. Il est éditeur scientifique du Jahrbücher der Gegenwart (1844-1847), et devient privat-docent en philosophie et philologie classique à l'université de Tübingen. En 1848, il est nommé professeur associé de littérature romaine et d'archéologie, et peu après, professeur ordinaire d'histoire.

## Travaux
Son principal travail théologique est Das nachapostolische Zeitalter dans den Hauptmomenten senneur Entwicklung (Les principaux moments de la période post-apostolique) (2 vol., 1846). C'était ce livre qui présente pour la première fois les recherches historico-critiques de l'école de Tübingen sur le christianisme primitif.
Il publie également une édition des Homélies clémentines (1847), et de l'Histoire ecclésiastique d'Eusèbe de Césarée (1852). En philosophie, il publie Übersetzung und Erläuterung der aristotelischen Metaphysik (4 volumes, 1847-48), une histoire générale de la philosophie (1848, 14e éd. 1887) et, à titre posthume, une Histoire de la philosophie grecque (1859)
Il a commencé une Histoire romaine (vol. 1 à 3, 1853-58, 2e édition, 1867-1872) qu'il n'a pu mener que jusqu'aux lois de Licinius

## Publications
- Der Montanismus und die christliche Kirche des zweiten Jahrhunderts, Tübingen : L.F. Fues, 1841
- Die Metaphysik des Aristoteles, Tübingen, 1847. en ligne
- Das nachapostolische Zeitalter in den Hauptmomenten seiner Entwicklung, 2 vol., Tübingen, Ludwig Friedrich Fues, 1846
- (éd.) Clementis Romani quae feruntur homiliae, Stuttgart, Becher, 1847, [lire en ligne]